# Nesebra norema
Nesebra norema är en fjärilsart som beskrevs av William Schaus 1906. Nesebra norema ingår i släktet Nesebra och familjen tandspinnare. Inga underarter finns listade i Catalogue of Life.